# Zvonimir Kalić
Zvonimir Kalić je hrvatski glazbenik. Pjevač je, skladatelj i tekstopisac. Sredinom 2010-ih jedan je od najmlađih hrvatskih glazbenih solista duhovne glazbe.

## Životopis
Iz župe je Rođenja sv. Ivana Krstitelja u Vrpolju. Studira u Zagrebu međunarodne odnose i diplomaciju. Glazbom se bavi od djetinjstva. Više se glazbeno angažira od 9. godine otkad se prijavljivao u izbor za Dječju pjesmu Eurovizije. Sudionik nekoliko festivala tamburaške, zabavne, pop i duhovne glazbe. Od festivala duhovne glazbe na kojima je sudjelovao spomenimo Bonofest 2008. pjesmom Moj Isuse dragi, 2014. pjesmom Božja moć, 2015. pjesmom Nije uzalud, HosanaFest 2010. pjesmom Ljubljeni Isuse i na najstarijem festivalu kršćanske glazbe u Hrvata Uskrsfestu kao član Band aida Glasnici 2012. pjesmom Nek Mu pjeva svijet (nagrada stručnog žirija), te samostalno iste godine pjesmom Osloni se na Krista, samostalno na istom festivalu 2014. i 2016. pjesmom Pravi dan zatim Vidfest, Stepinčeve note i Hodočašće u Došašće.
Sudionik dobrotvornih humanitarnih koncerata (Gospi u čast, i dr. koncerti). Glazbenu suradnju ostvario s Josipom Dević, Viktorom Keslerom, Adrijanom Baković, Band aidom Mreža ribara, Band aidom Glasnici, VIS-om Damjan, zborom Concordia discors, zborom Imo pectore, Goranom Kovačićem i Emanuelom. 2011. dobio je počast pjevati pred papom Benediktom XVI. kao solist, član Band Aida Mreža ribara. Pjesmu Mreža ribara izveo je kao pjesmu dobrodošlice, a i na Trgu bana Jelačića.
Godine 2016. objavio je svoj prvi samostalni album Bog je velik u životu mom. Album je duhovne glazbe.

## Vanjske poveznice
- Kanal mješovitog pjevačkog zbora Concordia discors Zvonimir Kalić feat. Concordia discors - Bog je velik u životu mom (Uskrs fest 2014.)
- Kanal Uskrs festa Zvonimir Kalić - Osloni se na Krista (Uskrs fest 2012.)